# 科帕奇夫卡 (博戈羅德恰尼區)
48°43′32″N 24°35′21″E / 48.72556°N 24.58917°E
科帕奇夫卡（烏克蘭語：Копачівка），是烏克蘭西部的村莊，隸屬伊萬諾-弗蘭科夫斯克州的伊萬諾-弗蘭科夫斯克區。該村面積5平方公里，2001年人口110，人口密度每平方公里22人。